# Drimia polyantha
Drimia polyantha là một loài thực vật có hoa trong họ Măng tây. Loài này được (Blatt. & McCann) Stearn mô tả khoa học đầu tiên năm 1978.